# تسوج
تسوج (بالفارسية: تسوج) هي مدينة تقع شمال بحيرة أرومية وفي غرب محافظة أذربيجان الشرقية ومركز قضاء أنزاب إحدى وظائف مدينة شبستر في إيران. يقدر عدد سكانها بـ 7,332 نسمة .